# Insigne van een Turkse Marinepiloot- 1914/1917
In 1914 stonden de luchtmachten van Europa nog in de kinderschoenen. In de Balkanoorlog was door de Turken voor het eerst gebruikgemaakt van militaire vliegtuigen. De Turkse luchtmacht was in dat jaar, met behulp van Frankrijk opgericht. Duitsland had de Turkse landmacht en Groot-Brittannië de vloot uitgerust. Alle drie de landen zagen in Turkije een potentieel bondgenoot.
Toen Turkije bij het uitbreken van de Eerste Wereldoorlog de Duits-Oostenrijks-Hongaarse zijde koos stuurde Duitsland Erich Sarno naar Constantinopel om de Ottomaanse luchtmacht op te bouwen. Hij kreeg piloten en Duitse materieel. In dat eerste oorlogsjaar lag het accent nog op waarnemingen vanuit vliegtuigen, niet op gevechten en bombardementen. Het belang van een luchtwapen werd nog niet door iedereen onderkend, daarom waren piloten en vliegtuigen organisatorisch bij de land- en zeemacht ondergebracht.
Het Insigne van een Turkse Marinepiloot werd naar Duits voorbeeld vervaardigd. Het werd aan iedere gekwalificeerde Turkse piloot van de marine uitgereikt. Er was ook een Insigne van een Turkse Legerpiloot. Voor de waarnemers in de vliegtuigen was er een Insigne van een Waarnemer- 1914-1918.
In 1915 werd een basis voor watervliegtuigen gevestigd in Yesilkoy aan de Zee van Marmara. Er werden piloten naar Duitsland gestuurd voor training en Duitse instructeurs kwamen naar Yesilkoy. Het resultaat was dat Turkije in 1917 over 4 squadrons beschikte. De piloten, alle Turken maar met een Duitse commandant, bestreden vooral geallieerde onderzeeboten in de zeestraten naar Constantinopel.
De insignes werden als onderscheiding gedragen en in de literatuur ook als zodanig vermeld. De piloten van de vier squadrons droegen een ovale plaquette met een afbeelding van een dubbeldekker boven de Dardanellen binnen een lauwerkrans. De obligate tughra van de sultan, de ster en maan ontbraken op het vergulde zilveren insigne. Men droeg het insigne als een broche op de linkerborst.
Boven de plaque is een tulband afgebeeld.
Er zijn geen officiële documenten overgeleverd die licht werpen op de instelling, de gerechtigden of de toekenningen. Piloten zijn altijd een vrijgevochten groepje mannen geweest en zij hebben de insignes misschien zelf bedacht en besteld. Ze werden in iedere geval niet door de Turkse munt, verantwoordelijk voor de productie van eretekens, vervaardigd.
Medailles en eretekens van het Ottomaanse Rijk

Chelengk · 
Orde van het Huis van Osman · 
Orde van het Verheven Portret · 
Orde van de Halve Maan · 
Orde van de Glorie · 
Orde van de Eer · 
Hoge Orde van de Eer · 
Orde van Osmanie · 
Orde van Mejidie · 
Orde van Liefdadigheid · 
Orde van Onderwijs · 
Orde van het Ottomaanse Parlement · 
Orde van Verdienste voor de Landbouw ·
Medaille van de Orde van de Eer · 
Liyakat Medaille · 
IJzeren Halve Maan · 
De lijst van 21 Turkse campagnemedailles

Medailles en ertetekens van de Turkse Republiek

Turkse Onafhankelijkheidsmedaille · 
Orde van Verdienste van de Turkse Strijdkrachten · 
Legioen van Aanbeveling van de Turkse Strijdkrachten · 
Legioen van Eer van de Turkse Strijdkrachten · 
Legioen van Verdienste van de Turkse Strijdkrachten · 
Medaille van Eer van de Turkse Strijdkrachten · 
Medaille van de Strijdkrachten voor Belangrijke Diensten · 
Medaille van de Strijdkrachten voor Opvallende Moed en Zelfopoffering · 
Medaille voor Eervolle Vermelding van de Turkse Strijdkrachten · 
Medaille voor Prestaties van de Turkse Strijdkrachten